# Acronia pretiosoides
Acronia pretiosoides là một loài bọ cánh cứng trong họ Cerambycidae.